# Ким Су Джи (кёрлингистка)
Ким Су Джи (кор. 김수지; род. 27 августа 1993, Сеул) — южнокорейская кёрлингистка.
В составе женской сборной Республики Корея призёр чемпионата мира, чемпион Панконтинентального чемпионата и зимних Азиатских игр, призёр Тихоокеанско-Азиатского чемпионата. Чемпион и призёр женского чемпионата Республики Корея.
В «классическом» кёрлинге (команда из четырёх человек одного пола) в основном играет на позиции второго.

## Достижения
- Чемпионат мира по кёрлингу среди женщин: бронза (2024).
- Панконтинентальный чемпионат по кёрлингу: золото (2023), серебро (2024).
- Тихоокеанско-азиатский чемпионат по кёрлингу: бронза (2019).
- Зимние Азиатские игры: золото (2025).
- Чемпионат Республики Корея по кёрлингу среди женщин: золото (2019, 2023, 2024, 2025), серебро (2014, 2015, 2020, 2021, 2022), бронза (2013).

## Команды
| Сезон   | Четвёртый  | Третий         | Второй        | Первый         | Запасной                                                               | Турниры                                             |
| ------- | ---------- | -------------- | ------------- | -------------- | ---------------------------------------------------------------------- | --------------------------------------------------- |
| 2012—13 | Ким Су Джи | Park Jeong-hwa | Jung Hae-jin  | Kim Hye-in     |                                                                        | ЧРКЖ 2013                                           |
| 2013—14 | Ким Су Джи | Park Jeong-hwa | Woo Su-bin    | Kim Hye-in     | Kim Yeh-yun                                                            | ЧРКЖ 2014                                           |
| 2014—15 | Ким Су Джи | Park Jeong-hwa | Woo Su-bin    | Kim Hye-in     | Kim Yeh-yun                                                            | ЧРКЖ 2015                                           |
| 2015—16 | Ким Су Джи | Park Jeong-hwa | Woo Su-bin    | Kim Yeh-yun    | Kim Hye-in                                                             |                                                     |
| 2015—16 | Ким Су Джи | Park Jeong-hwa | Koo Yeong-eun | Oh Eun-jin     |                                                                        | ЧРКЖ 2016 (5 место)                                 |
| 2016—17 | Ким Су Джи | Park Jeong-hwa | Koo Yeong-eun | Oh Eun-jin     | Hwang Su-bin                                                           |                                                     |
| 2017—18 | Oh Eun-jin | Ким Су Джи     | Kim Jih-yeon  | Park Jeong-hwa | Hwang Su-bin                                                           |                                                     |
| 2018—19 | Ким Ынджи  | Ом Минджи      | Соль Е Ын     | Ким Су Джи     | Соль Е Джи                                                             |                                                     |
| 2019—20 | Ким Ынджи  | Ом Минджи      | Ким Су Джи    | Соль Е Ын      | Соль Е Джи тренер: Shin Dong-Ho                                        | ЧРКЖ 2019 · ТАЧ 2019                                |
| 2020—21 | Ким Ынджи  | Соль Е Джи     | Ким Су Джи    | Соль Е Ын      | Park Yu-bin                                                            | ЧРКЖ 2020                                           |
| 2021—22 | Ким Ынджи  | Соль Е Джи     | Ким Су Джи    | Соль Е Ын      | Park Yu-bin                                                            | ЧРКЖ 2021                                           |
| 2022—23 | Ким Ынджи  | Ким Мин Джи    | Ким Су Джи    | Соль Е Ын      | Соль Е Джи                                                             | ЧРКЖ 2022                                           |
| 2023—24 | Ким Ынджи  | Ким Мин Джи    | Ким Су Джи    | Соль Е Ын      | Соль Е Джи тренеры (ПКЧ, ЧМ): Shin Dongho, Guy Hemmings                | ЧРКЖ 2023 · ПКЧ 2023 · ЧМ 2024                      |
| 2024—25 | Ким Ынджи  | Ким Мин Джи    | Ким Су Джи    | Соль Е Ын      | Соль Е Джи тренеры: Shin Dongho (ПКЧ, ЗАИ, ЧМ), Guy Hemmings (ПКЧ, ЧМ) | ЧРКЖ 2024 · ПКЧ 2024 · ЗАИ 2025 · ЧМ 2025 (4 место) |
| 2025—26 | Ким Ынджи  | Ким Мин Джи    | Ким Су Джи    | Соль Е Ын      | Соль Е Джи                                                             | ЧРКЖ 2025                                           |

(скипы выделены полужирным шрифтом)